# Moebiusov sindrom
Moebiusov sindrom (Möbiusov sindrom) je izuzetno rijedak prirođen neurološki poremećaj kojeg karakterizira kljenut ličnog živca (lat. nervus facialis) i nemogućnost lateralnog (lijevo-desno) pomicanja oka. Kao posljedica paralize ličnog živca, bolesnici ne mogu zatvoriti oči i oblikovati izraze lica. Sindrom je nazvan prema neurologu Paulu Juliusu Möbiusu, koji je prvi opisao ovaj sindrom 1888.
Moebiusov sindrom javlja se kao posljedica nepotpunog razvoja VI i VIII mozgovnog živca. VI mozgovni živac (lat. nervus abducens) upravlja lateralnim pokretima oka, dok VII mozgovni živac (lat. nervus facialis) upravlja pokretima mišića lica, a samim time i izrazima lica. Ponekad u sklopu sindroma može doći i do paralize V (lat. nervus trigeminus) i VIII (lat. nervus vestibulocochlearis) mozgovnog živca. Inteligencija bolesnika je u većini slučajeva normalna, dok se uz ovaj sindrom mogu češće javiti abnormalnosti drugih dijelova tijela (npr. abnormalnosti udova, abnormalnosti prsnog koša). 
Sindrom se javlja u otprilike 2-20 slučajeva na milijun rođene djece. Pravi uzrok pojave sindroma je nepoznat, a mogući uzroci su privremeni prekid krvotoka u prenatalnom razvoju djeteta, upotreba određenih lijekova ili genetički poremećaji. 
Liječenje je simptomatsko, bolesnik obično zahtijeva fizikalnu, radnu i govornu terapiju. Nemogućnost zatvaranja oka uzrokuje pojačano sušenje oka, što zahtijeva stalno kapanje oka. U nekim slučajevima težeg poremećaja vida izvode se kirurški zahvati na mišićima pokretačima oka ili mišićima lica. 
|  | Molimo pročitajte upozorenje o korištenju medicinskih informacija. Ne provodite liječenje bez savjetovanja s liječnikom! |